# 紀元前70年
紀元前70年（きげんぜん70ねん）は、ローマ暦の年である。

## 他の紀年法
- 干支 : 辛亥
- 日本
  - 崇神天皇28年
  - 皇紀591年
- 中国
  - 前漢 : 本始4年
- 朝鮮
  - 檀紀2264年
- 仏滅紀元 : 474年
- ユダヤ暦 : 3691年 - 3692年

## できごと

### ローマ
- マルクス・トゥッリウス・キケロがガイウス・ウェッレスを起訴し、ウェッレスは裁判が終わる前にマルセイユに亡命した。
- グナエウス・ポンペイウスとマルクス・リキニウス・クラッススが執政官となった。
- ケンソルが共和政ローマに再設置された。
- ルキウス・リキニウス・ルクッルスがスィノプを占拠し、アルメニアに侵攻した。

### パルティア
- フラーテス3世がパルティア王になった。

## 誕生
- 10月15日 - ウェルギリウス[1]、ローマの詩人（+ 紀元前19年）
- 12月 - クレオパトラ7世、プトレマイオス朝最後のファラオ（+ 紀元前30年）
- パブリウス・コルネリウス・ドラベラ、ローマの将軍（+ 紀元前43年）
- ガイウス・マエケナス、ローマの政治家（+ 紀元前8年）